# بات فليت
بات فليت (بالإنجليزية: Pat Fleet)‏ هي عارضة وممثلة أمريكية، ولدت في 11 سبتمبر 1943 في دايتون في الولايات المتحدة.